# Liste der Monuments historiques in Villers-Rotin
Die Liste der Monuments historiques in Villers-Rotin führt die Monuments historiques in der französischen Gemeinde Villers-Rotin auf.

## Liste der Objekte
| Bezeichnung | Beschreibung               | Standort                              | Kennzeichnung | Schutzstatus | Datum | Bild |
| ----------- | -------------------------- | ------------------------------------- | ------------- | ------------ | ----- | ---- |
| Gedenktafel | Kalkstein, bezeichnet 1548 | außen an der Kirche St-Vincent (Lage) | PM21002529    | Classé       | 1964  |      |